# Пам'ятки Очаківського району
У Очаківському районі Миколаївської області на обліку перебуває 2 пам'ятки архітектури, 42 — історії та одна — монументального мистецтва

## Пам'ятки архітектури
| №п/п | Охоронний номер | Найменування пам'ятки | Адреса          | Рік           | Автор         | Фото |
| ---- | --------------- | --------------------- | --------------- | ------------- | ------------- | ---- |
| 1.   |                 | Церква                | Село Покровське | XIX ст        | О. І. Тищенко |      |
| 2.   |                 | Школа                 | Село Чорноморка | Кінець XIX ст | О. І. Тищенко |      |

## Пам'ятки історії
| №п/п | Охоронний номер | Найменування пам'ятки | Адреса                                    | Рік            | Автор                                    | Фото |
| ---- | --------------- | --- | ----------------------------------------- | -------------- | ---------------------------------------- | ---- |
| 1.   | 545             | Пам'ятний знак на честь воїнів-земляків, загиблих в роки ВВВ. | Село Баланове, кладовище                  | 1965           |                                          |      |
| 2.   | 1400003         | Місце страти лейтенанта Шмідта П. П. — одного з керівників Севастопольського збройного повстання 1905 р. на острові Березань.                                                   | О. Березань                               |                |                                          |      |
| 3.   | 1172            | Пам'ятний знак на честь воїнів-земляків, загиблих в роки ВВВ. | Село Василівка, центр села                | 1975           |                                          |      |
| 4.   | 546             | Пам'ятний знак на честь воїнів-земляків, загиблих в роки ВВВ. | Село Володимирівка, кладовище             | 1965           |                                          |      |
| 5.   | 547             | Пам'ятний знак на честь воїнів-земляків, загиблих в роки ВВВ. | Село Дмитрівка, центр села                |                | Автори Н. М. Лисаковський, Г. В. Нікулін |      |
| 6.   | 548             | Могила партизана Довбні Ф. Г., одного з учасників партизанської групи А. Л. Швеця, розстріляного військами противника під час розвідки сил ворога в ніч на 29 серпня 1941 року. | Село Дмитрівка, кладовище                 | 1955           |                                          |      |
| 7.   | 1173            | Братська могила радянських воїнів (10 чоловік). | Село Дмитрівка, центр села                | 1945           |                                          |      |
| 8.   | 1174            | Пам'ятний знак на честь воїнів-земляків, загиблих в роки ВВВ. | Село Дніпровське, центр села, біля клубу  | 1975           |                                          |      |
| 9.   | 549             | Пам'ятний знак на честь воїнів-земляків, загиблих в роки ВВВ. | Село Жовтень, кладовище                   | 1965           |                                          |      |
| 10.  | 550             | Пам'ятний знак на честь воїнів-земляків, загиблих в роки ВВВ. | Село Іванівка, біля клубу                 | 1965           |                                          |      |
| 11.  | 552             | Могила старшого льотчика 9-го Гвардійського знищувального авіаполку, гвардії лейтенанта Кантоністова О. Г., який загинув у 1944 році при звільненні Очаківщини.                 | Село Кам'янка, кладовище                  | 1950           |                                          |      |
| 12.  | 1175            | Пам'ятний знак на честь воїнів-земляків, загиблих в роки ВВВ. | Село Кам'янка, біля палацу культури       | 1974           | ск. П. Ф. Мовчун, арх. П. П. Безродній   |      |
| 13.  | 551             | Пам'ятний знак на честь воїнів-земляків, загиблих в роки ВВВ. | Село Кателине, центр села                 | 1967           |                                          |      |
| 14.  | 554             | Пам'ятний знак на честь воїнів-земляків, загиблих в роки ВВВ. | Село Козирка, біля клубу                  | 1967           |                                          |      |
| 15.  | 555             | Пам'ятний знак на честь воїнів-земляків, загиблих в роки ВВВ. | Село Куцуруб, центр села                  | 1965           |                                          |      |
| 16.  | 556             | Братська могила радянських воїнів (8 чоловік) | Село Куцуруб, кладовище                   | 1945           |                                          |      |
| 17.  | 557             | Пам'ятний знак на честь воїнів-земляків, загиблих в роки ВВВ. | Село Лиманне, кладдовище                  | 1965           |                                          |      |
| 18.  | 558             | Пам'ятний знак на честь воїнів-земляків, загиблих в роки ВВВ. | Село Матросівка, біля контори             | 1966           |                                          |      |
| 19.  | 559             | Пам'ятний знак на честь воїнів-земляків, загиблих в роки ВВВ. | Село Михайлівка                           | 1965           |                                          |      |
| 20.  | 560             | Пам'ятний знак на честь воїнів-земляків, загиблих в роки ВВВ. | Село Нове, кладовище                      | 1965           |                                          |      |
| 21.  | 561             | Могила радянського матроса Піскарьова В. В. | Село Осетрівка, при в'їзді до села        | 1965           |                                          |      |
| 22.  | 562             | Могила Невідомого радянського льотчика. | Село Осетрівка, при в'їзді до села        | 1945           |                                          |      |
| 23.  | 1177            | Пам'ятний знак на честь воїнів-земляків, загиблих в роки ВВВ. | Село Осетрівка, при в'їзді до села        | 1945           |                                          |      |
| 24.  | 1178            | Пам'ятний знак на честь воїнів-земляків, загиблих в роки ВВВ. | Село Острівка, кладовище                  | 1971           |                                          |      |
| 25.  | 579             | Пам'ятний знак на честь воїнів-земляків, загиблих в роки ВВВ. | Село Парутине, кладовище                  | 1966           |                                          |      |
| 26.  | 1182            | Пам'ятний знак на честь воїнів-земляків, загиблих в роки ВВВ. | Село Парутине, центр                      | 1968 рек. 1985 |                                          |      |
| 27.  | 582             | Пам'ятний знак на честь воїнів-земляків, загиблих в роки ВВВ. | Село Поди, село не існує                  | 1965           |                                          |      |
| 28.  | 1183            | Братська могила радянських воїнів (60 чоловік). | Село Покровка, біля сільради              | 1950           |                                          |      |
| 29.  | 1185            | Пам'ятний знак на честь воїнів-земляків, загиблих в роки ВВВ. | Село Покровка, біля сільради              | 1974           |                                          |      |
| 30.  | 1184            | Пам'ятний знак на честь моряків монітору «Ударний». | Село Покровське, біля сільради            | 1971           | арх. А. Вовк                             |      |
| 31.  | 1186            | Пам'ятний знак на честь воїнів-земляків, загиблих в роки ВВВ. | Село Покровське, біля клубу               | 1970           |                                          |      |
| 32.  | 583             | Пам'ятний знак на честь воїнів-земляків, загиблих в роки ВВВ. | Село Прибузьке, біля магазину             | 1967           |                                          |      |
| 33.  | 585             | Пам'ятний знак на честь воїнів-земляків, загиблих в роки ВВВ.; | Село Рівне, парк у центрі села            | 1965           |                                          |      |
| 34.  | 584             | Пам'ятний знак на честь воїнів-земляків, загиблих в роки ВВВ. | Село Рівне, кладовище                     | 1965           |                                          |      |
| 35.  | 586             | Братська могила льотчика, старшого лейтенанта Орлова В. С., мирних жителів (6 чоловік) та пам'ятний знак на честь воїнів-земляків, загиблих в роки ВВВ.                         | Село Солончаки, центр села                | 1968           |                                          |      |
| 36.  | 1176            | Пам'ятний знак на честь воїнів-земляків, загиблих в роки ВВВ. | Село Червоне Парутине, біля кладовище     | 1974           |                                          |      |
| 37.  | 587             | Пам'ятний знак на честь воїнів-земляків, загиблих в роки ВВВ. | Село Чернігівка, село не існує            | 1965           |                                          |      |
| 38.  | _               | Пам'ятний знак на честь воїнів-земляків, загиблих в роки ВВВ. | Село Чорноморка, центр села, вул. Нагорна | 1970           |                                          |      |
| 39.  | 589             | Могила капітана Кувшинова С. П. (1902–1941). | Село Чорноморка, подвір'я амбулаторії     | 1945           |                                          |      |
| 40.  | 588             | Братська могила радянських воїнів (38 чоловік). | Село Чорноморка, подвір'я амбулаторії     | 1946           |                                          |      |
| 41.  | 1187            | Пам'ятний знак на честь воїнів-земляків, загиблих в роки ВВВ. | Село Шевченко, біля клубу                 | 1975           |                                          |      |
| 42.  | 590             | Пам'ятний знак на честь воїнів-земляків, загиблих в роки ВВВ. | Село Яселка, при в'їзді до села           | 1967           |                                          |      |

## Пам'ятки монументального мистецтва
| №п/п | Охоронний номер | Найменування пам'ятки                                                                     | Адреса                         | Рік  | Фото |
| ---- | --------------- | ----------------------------------------------------------------------------------------- | ------------------------------ | ---- | ---- |
| 1.   | 602             | Пам'ятник Шмідту П. П., одному з керівників Севастопольського збройного повстання 1905 р. | Село Іванівка, територія школи | 1961 |      |

## Пам'ятки археології
Див. Пам'ятки археології Очаківського району.